# Xenopus lenduensis
Xenopus lenduensis é uma espécie de anfíbio gimnofiono da família Pipidae. Está presente na República Democrática do Congo. A UICN classificou-a como em perigo crítico.